# 高砂市民病院
高砂市民病院（たかさごしみんびょういん）は、兵庫県高砂市にある医療機関である。高砂市病院事業の設置等に関する条例により設置された市立の病院である。

## 沿革
- 1965年（昭和40年）1月 - 荒井病院と国保高砂病院を統合し開院。
- 1968年（昭和43年）1月 - 新生児センターを開設。
- 1969年（昭和44年）4月 - 人工透析室（腎センター）を開設。
- 1990年（平成2年）5月 - 新病院が開院。

## 診療科
- 内科
- 循環器科
- 小児科
- 外科
- 整形外科
- 皮膚科
- 脳神経外科
- 泌尿器科
- 形成外科
- 産婦人科(産科は休診中)
- 眼科
- 耳鼻咽喉科
- リハビリテーション科
- 麻酔科

## 交通アクセス
- 山陽電気鉄道本線 荒井駅から徒歩約3分。
- じょうとんバス 高砂市民病院バス停（11・12・31系統）で下車。
  - バスの所要時間：山陽電気鉄道本線高砂駅から約3分、JR神戸線宝殿駅から約15分、JR神戸線曽根駅から約30分。